# Khul'
Il Khul' (o khol') è una forma di scioglimento del matrimonio musulmano che arriva su iniziativa della donna. È previsto dal Corano (IV-128 e II-229), e si verifica quando la moglie non riesce a convincere un Qadi (giudice) a pronunciarsi per un divorzio per colpa.
In base a questo, può ancora divorziare per la compensazione. Le varie scuole giuridiche (madhhab), sono tutte d'accordo sugli effetti di khul', che provoca l'immediato scioglimento del matrimonio. E se i coniugi vogliono risposarsi, devono sposarsi di nuovo.
Se ciascun coniuge rinuncia ai crediti dovuti nei confronti dell'altro, si parla di mubârâ'at.

## Diritto contemporaneo
Il diritto positivo contemporaneo non ha mai davvero codificato il khul' nei Paesi che seguono la scuola Hanafita, soprattutto a causa della possibilità di ottenere il divorzio per ordine dei tribunali nazionali. Tuttavia, il khul' continua a ricoprire un ruolo importante nei Paesi di scuola Malikita. Il Khul' è permesso dalla Mudawwana, il codice di famiglia marocchino (art. 712), e dal 2000, della legge egiziana.